# J2 League
Die J2 League (J2リーグ J2 Rīgu) ist die zweite Liga der Japan Professional Football League (日本プロサッカーリーグ, Nippon Puro Sakkā Rīgu) und die zweithöchste Vereinsfußballliga in Japan.
Bis 2014 war sie auch unter dem Namen J. League Division 2 (Jリーグ・ディビジョン2 J Rīgu Dibijon 2) bekannt. In der Ligenhierarchie befindet sie sich an zweiter Stelle, hinter der übergeordneten J1 League.
Zur Saison 1999 löste die neu gegründete J2 die frühere Japan Football League mit zehn Vereinen ab. Zu ihren Gründungsmitgliedern gehörten ein Absteiger der J1 sowie neun Vereine der JFL. Diese wurde neu zur drittklassigen Japan Football League mit neun Teilnehmern gegründet. Neben den sieben verbleibenden Vereinen wurde das Feld um den neu gegründeten Yokohama FC und einen Aufsteiger aus den Regionalligen erweitert.

## Geschichte

### Vor der Gründung (–1999)
Mit der Japan Soccer League Second Division wurde 1972 die erste zweitklassige Fußballliga des Landes gegründet. Von den zehn Gründungsmitgliedern der JSL spielten fünf in der später gegründeten J. League: Toyota Motors (Sieger des Vorbereitungsturniers), Yomiuri, Fujitsu, Kyoto Shiko Club und Kofu Club. Die beiden letztplatzierten Vereine der ersten Liga spielten in einer Relegation um den Klassenerhalt mit dem Meister und Vizemeister der JSL. Ab der Saison 1980 musste nur noch der Vizemeister um den Aufstieg spielen, bis die Relegation zunächst komplett ausgesetzt wurde und beide Teams sofort aufstiegen.
Vor 1977 konnten Vereine die zweite Division nur über die Teilnahme am Finale der All Japan Senior Football Championship und einen Sieg in der Relegation erreichen. Danach entschied die neu eingeführte nationale Regionalligen-Finalrunde über den Aufstieg in die zweite Liga. 1985 wurde die Liga um zwei Mannschaften, im darauffolgenden Jahr auf 16 Mannschaften erweitert. Bis 1989 gab es eine Ost- und Westgruppe, die die Vereine geographisch unterteilte. Diese Trennung wurde bis zur Neugründung der J. League und der damit erfolgten Umstrukturierung des japanischen Profifußballs 1992 aufgehoben. Die JSL Second Division wurde in die Japan Football League umbenannt, welche nochmals in zwei Divisionen mit jeweils zehn Vereinen unterteilt wurde. 1994 wurden die beiden Divisionen wieder zusammengefügt und verdoppelten das Teilnehmerfeld. Mit der steigenden Größe der Mannschaften in der J. League musste für eine neue zweite Division gesorgt werden. Denn viele neu gegründete Vereine zielten auf einen Aufstieg in die neue Profiliga ab (zu nennen seien hier Shonan Bellmare, Kashiwa Reysol, Cerezo Osaka und Júbilo Iwata), die trotz des Gewinns der JSL First Division nicht für die Teilnahme am Vorbereitungsturnier qualifiziert wurden.

### Professionalisierung (1999–2004)
Der Aufbau der Liga änderte sich 1999 stark. Neun Vereine der JFL und eine Mannschaft der J. League wurden in die neue J. League Division 2 berufen. Die höchste Spielklasse war fortan an die J. League Division 1 (J1) mit 16 Mannschaften und die J. League Division 2 spielte mit zehn Teams. Die ehemals zweitklassige Japan Football League wurde zur gleichnamigen, aber strukturell unterschiedlichen und nun drittklassigen Japan Football League.
Die Kriterien, um Mitglied der Division 2 zu werden, waren nicht so streng wie die fürs Oberhaus. Somit konnten erfolgreiche Vereine aus kleineren Städten in die Profiliga aufsteigen, ohne zum Beispiel groß in Stadien zu investieren. So wurde es unter anderem Mito Hollyhock mit durchschnittlich 3.000 Fans pro Spiel und niedriger Sponsorenunterstützung ermöglicht, unter den Profivereinen zu spielen.
Vereine nutzten die Teilnahme in der J2, um sich für den Aufstieg in die J1 aufzustellen. Investitionen in die eigene Jugend, ins Stadion und die Verbesserung der Finanzen sowie den Aufbau einer Gefolgschaft sollten ein baldiges Aufsteigen ermöglichen. Vereine wie Ōita Trinita, Albirex Niigata, Kawasaki Frontale und Ventforet Kofu erreichten dies schnell. Jeder dieser Vereine startete 1999 als kleiner Verein in der J. League Division 2 und stieg zwischen 2002 und 2005 ins Oberhaus auf. Trotz des Abstiegs von Kofu und Oita, sind es heute noch Vereine mit einer Basis von durchschnittlich 10.000 Fans pro Spiel.
Das Ligaformat wurde an europäische Profiligen angepasst. In den ersten drei Jahren war es noch üblich, Ligaspiele bei Unentschieden mit Verlängerung auszuspielen. Erst 2002 wurde die Verlängerung abgeschafft und 2004 das 3-1-0-Punktesystem eingeführt.

### Erweiterung der Liga (2004–2009)
In 2000 und 2001 erhielten zwei Drittligisten, Mito Hollyhock und der Yokohama FC, die Spielberechtigung für die Division 2. Mito bemühte sich bereits 1999 um den Betritt und der Yokohama FC, der von Fans der aufgelösten Yokohama Flügels im selben Jahr gegründet wurde, wäre ebenfalls ein möglicher Kandidat für das Teilnehmerfeld des Gründungsjahrs der Division 2 gewesen.
Bis auf diese beiden Vereine bemühte sich aber bis 2004 kein anderer Club um den Aufstieg in die Profiliga. Erst dann kamen mit Thespa Kusatsu und Tokushima Vortis zwei neue Vereine, die das Ligafeld erweiterten. Zur Saison 2006 schaffte der Ehime FC den Aufstieg.
Es stellte sich heraus, dass es doch ein großes Interesse der Vereine an einem Betritt gab, jedoch spielten diese zur Jahrtausendwende noch in der Regionalliga und konnten sich erst innerhalb der nächsten drei bis vier Jahre aufbauen, um einen Aufstieg anzustreben.
Besonders die Tatsache, dass die Division 2 kleinen Vereinen ermöglichte, mit Proficlubs in einer Liga zu spielen, machte diese so attraktiv. Zu Beginn der Saison 2006 initiierte die Liga eine Umfrage, um das allgemeine Interesse der Vereine an einem Betritt festzustellen. Es zeigte sich, dass 40 bis 60 Vereine ihr Interesse bekundeten, innerhalb der nächsten 30 Jahre der Profiliga beizutreten.
Die Ende der 90er Jahre erklärte 100-Jahre-Vision der J. League schien somit realisierbar.
In einem neu gegründeten Komitee sollten zwei Möglichkeiten zur Vergrößerung der Liga überprüft werden:
Entweder könnte die Division 2 zunächst als zweite Profiliga erweitert werden oder eine dritte Profiliga gegründet, um die aufstrebenden Vereine auf den Aufstieg in die Division 2 vorzubereiten.
Folgende Überlegungen führten zu der Entscheidung, die Division 2 zunächst auf 22 Vereine zu erweitern:
- Die Japan Football League als dritte japanische Liga diente bereits in ausreichendem Maße der Vorbereitung zum Aufstieg.
- Zu diesem Zeitpunkt befanden sich die meisten aufstrebenden Vereine noch in den Regionalligen Japans und somit noch zwei bis vier Ligen unter der Division 2.
- Die Etablierung von 22 Vereinen ermöglichte die perfekte Balance, einerseits ausreichend Heimspiele pro Saison auszutragen und andererseits das Hin- und Rückrundenformat nicht zu beeinträchtigen.
- In den etablierten europäischen Ligen spielen meist mehr Vereine in der zweiten und dritten Liga als im Oberhaus.

Das Komitee entschied sich zur Einführung des Außerordentlichen-Mitglieder-Systems, welches zur Saison 2006 eingeführt werden sollte. Somit konnte die Liga interessierte Vereine bei ihrem Aufstieg in die Profiliga in besonderem Maße unterstützen.
Diese Mitgliedschaft wurde somit nur Vereinen zugesprochen, die ihr Interesse bekundet haben, in die Profiliga des Landes aufsteigen zu wollen und bereits ein Großteil der Voraussetzungen des Aufstiegs in die J2 erfüllen.
Einige Vereine der Japan Football League und der Regionalligen bewarben sich und erhielten prompt die Mitgliedschaft.
Sobald sich eines der Mitglieder unter den Top 4 der JFL platzierte, stand einem Aufstieg in die J2 nichts mehr im Wege. Neben dem Ehime FC stiegen auf diese Weise sechs weitere Vereine auf.
Mit dem Anstieg des Teilnehmerfelds der J2 wurden 2008 die ehemals vier Runden pro Saison auf drei reduziert. In der darauffolgenden Spielzeit wurde das Teilnehmerfeld von 15 auf 18 erweitert und entsprach somit erstmals einer typischen europäischen Profiliga.
Ebenfalls beendete man die 2004 eingeführten Relegationsspiele zwischen J1 und J2, um mehr Vereinen einen direkten Aufstieg ins Oberhaus zu ermöglichen.

### Ende der Erweiterung und Gründung der J3 League (2010–2014)
Mit Erreichen von 19 Vereinen zur Saison 2010 wurde das Hin- und Rückrundenformat eingeführt. Das Teilnehmerfeld wurde auf 22 erweitert, womit zum ersten Mal der Abstieg von der J2 in die Japan Football League möglich war. Diese Marke sollte für die nächsten Spielzeiten nicht überschritten werden.
Zur Saison 2012 wurde, ähnlich der Football League Championship, Serie B oder der Segunda División, für Aufstiegsaspiranten ein Playoffturnier eingeführt. Während die Plätze eins und zwei der Division 2 automatisch aufstiegen, spielten die Ränge 3 bis 6 in einem Turnier um den Aufstiegsplatz in die J1.
- Der Drittplatzierte spielte gegen den Tabellensechsten und der Vierte gegen den Fünften. Anders als in Europa wurde aber nur ein Spiel im Stadion des Höherplatzierten ausgetragen.
- Die Gewinner spielten entweder im Heimstadion des Höherplatzierten oder auf neutralem Grund wie dem Olympiastadion Tokio. Der Sieger erhielt den dritten Aufstiegsplatz.
- Bei Unentschieden wurde auf Verlängerung und/oder Elfmeterschießen verzichtet. Der Höherplatzierte erhielt das Vorrecht und ist bei einem Unentschieden „Sieger“.

Die beiden Letztplatzierten konnten, je nach Ausgang der JFL, absteigen.
Ab der Saison 2013 mussten Vereine eine Lizenz erhalten. Vereine, die die Voraussetzungen der Lizenz nicht erfüllten, stiegen ohne Beachtung ihrer Platzierung in die JFL ab. Der Letztplatzierte trug zudem ein Playoff-Spiel gegen einen Verein aus der JFL aus. Der Gewinner erhielt einen Startplatz in der J2 League, der Verlierer startete in der kommenden Saison in der neu geschaffenen J3 League.
Zur Saison 2014 wurde eine weitere Profiliga unterhalb der J2 League eingeführt. Die neue J3 League umfasste zu Beginn zwölf Mannschaften und setzte sich aus dem Absteiger der J2 2013, Gainare Tottori, neun Vereinen aus der Japan Football League, einem Aufsteiger aus den Regionalligen sowie einem U-22-Team der J1- und J2-Mannschaften zusammen. Alle zugelassenen Mannschaften mussten eine Reihe von Aufnahmekriterien erfüllen. Die Japan Football League fiel somit auf die vierte Stufe der japanischen Ligenpyramide zurück. Außerdem wurden die Abstiegskriterien geändert: Der Letztplatzierte der J2 League stieg nun direkt in die J3 League ab, während der Vorletzte ein Playoff-Spiel gegen den Zweitplatzierten der J3 League bestritt.

### Änderungen am Auf- und Abstieg, Sonderregelung während der Corona-Pandemie (2015–heute)
Ab der Saison 2017 wurde das Playoff-Spiel um den Verbleib in der J2 League abgeschafft und der vorletzte Platz ebenfalls in einen direkten Abstiegsplatz umgewandelt. Somit stiegen nun zwei Vereine fest in die J3 League ab.
In der Saison 2018 wurde das Relegationsspiel um den Aufstieg wieder eingeführt. Der Gewinner des Playoff-Turniers spielte gegen den 16. Platz der J1 League um den Aufstieg bzw. Verbleib in der obersten Liga.
Durch die besonderen Umstände im Zusammenhang mit der Corona-Pandemie entschied die J.League für die Saison 2020, dass es in keiner der beiden höchsten Ligen einen Abstieg geben würde. Auch die Aufstiegs-Playoffs in der J2 League wurden in dieser Saison ausgesetzt. Die J1 League 2021 fand deshalb mit 20 Vereinen statt, an der J2 League 2021 nahmen weiterhin 22 Vereine teil.
Um die Anzahl von 18 Vereinen in der J1 League wiederherzustellen, stiegen in der Saison 2021 vier Vereine in die J2 League ab. Damit das Teilnehmerfeld der J2 League konstant bei 22 Vereinen blieb, stiegen ebenfalls vier Vereine in die J3 League ab. Auch in dieser Saison fanden keine Aufstiegs-Playoffs statt.
Am 21. Dezember 2022 wurde eine größere Umstrukturierung der drei Profiligen verkündet. Das übergeordnete Ziel dieser war, dass jede Profiliga zum Start der Saison 2024 eine Ligastärke von 20 Mannschaften besaß. Infolgedessen stieg nur der Tabellenletzte der J1 League 2023 ab. Durch den gleichzeitigen Aufstieg von drei Mannschaften zum Ende der J2 League 2023 verringerte sich dadurch die Anzahl der Mannschaften auf 20. Außerdem gab es seit der Saison 2023 drei feste Aufstiegsplätze, ein Relegationsspiel zwischen dem Sieger der Playoffs und einem Verein der J1 League fand nicht mehr statt. Seit der Saison 2024 steigen zum Ende jeder Saison die drei am schlechtesten platzierten Vereine ab.

### Zusammenfassung
| Jahr | Wichtige Ereignisse | # J2 Teams | Aufstiegspl. | Abstiegspl. |
| ---- | --- | ---------- | ------------ | ----------- |
| 1999 | - Die Division 2 wird mit neun Vereinen der alten Japan Football League und dem Absteiger aus der J1 gegründet: Consadole Sapporo, Montedio Yamagata, Vegalta Sendai, Ōmiya Ardija, Kawasaki Frontale, Ventforet Kofu, Sagan Tosu, FC Tokyo, Albirex Niigata, und Ōita Trinita - Die Japan Football League wird als dritte Liga unter gleichem Namen, aber mit veränderter Struktur neu etabliert. Beachte: Um die alte und neue JFL zu unterschieden wird die neue auf Japanisch Nihon Football League genannt. | 10         | 2            |             |
| 2000 | - Die J2 League wird um einen Verein vergrößert (Mito Hollyhock). | 11         | 2            |             |
| 2001 | - Die J2 League wird um einen Verein vergrößert (Yokohama FC). | 12         | 2            |             |
| 2002 | - Verlängerung wird abgeschafft und das 3-1-0 Punktesystem eingeführt. | 12         | 2            |             |
| 2004 | - Einführung der Relegationsspiele, da das Oberhaus in der folgenden Saison auf 18 Teilnehmer erweitert wird. | 12         | 2.5          |             |
| 2005 | - Die J. League Division 1 wird auf 18 Vereine erweitert, weshalb der Abstieg in der letzten Saison ausgesetzt wurde. | 12         | 2.5          |             |
| 2006 | - Die J2 League wird um einen Verein vergrößert (Ehime FC). - Für die Relegation wird die Auswärtstorregel eingeführt - Das J. League Erweiterungkomitee wird gegründet und führt das Außerordentliche-Mitglieder-System ein. | 13         | 2.5          |             |
| 2008 | - Die J2 League wird um zwei Vereine vergrößert (Roasso Kumamoto, FC Gifu). - Jede Mannschaft spielt statt viermal nur noch dreimal gegen jeden anderen Teilnehmer. | 15         | 2.5          |             |
| 2009 | - Die J2 League wird um drei Vereine vergrößert (Tochigi SC, Kataller Toyama, Fagiano Okayama). - Die Relegationsspiele werden abgeschafft. Ab sofort steigen die drei Erstplatzierten Mannschaften automatisch in die J1 auf. | 18         | 3            |             |
| 2010 | - Die J2 League wird um einen Verein vergrößert (Giravanz Kitakyūshū). - Das Hin- und Rückrundenformat wird eingeführt. | 19         | 3            |             |
| 2011 | - Die J2 League wird um einen Verein vergrößert (Gainare Tottori). | 20         | 3            |             |
| 2012 | - Die J2 League wird um zwei Vereine vergrößert (Matsumoto Yamaga FC, FC Machida Zelvia). - Für den dritten direkten Aufstiegsplatz wird das Playoff-System eingeführt. - Je nach Ausgang der Japan Football League können bis zu zwei Vereine ab sofort absteigen. | 22         | 3            | (2)         |
| 2013 | - Der Letztplatzierte bestreitet am Ende der Saison ein Playoff-Spiel gegen einen Verein aus der JFL. Der Verlierer spielt in der kommenden Saison in der neu geschaffenen J3 League. | 22         | 3            | 0,5         |
| 2014 | - Der Letztplatzierte der J2 League steigt direkt in die J3 League ab, während der Vorletzte ein Playoff-Spiel gegen den Zweitplatzierten der J3 League bestreitet. | 22         | 3            | 1,5         |
| 2017 | - Die beiden Letztplatzierten steigen direkt in die J3 League ab. | 22         | 3            | 2           |
| 2018 | - Der Gewinner des Playoff-Turniers trägt ein Relegationsspiel gegen den 16. der J1 League aus. Der Sieger dieses Spiels erhält einen Startplatz in der kommenden J1 League Saison. | 22         | 2,5          | 2           |
| 2020 | - Wegen der Ausnahmesituation durch die Corona-Pandemie gibt es in dieser Saison keine direkten Absteiger und keine Aufstiegs-Playoffs. | 22         | 2            | 0           |
| 2021 | - Auch in dieser Saison finden keine Aufstiegs-Playoffs statt. - Um die ursprüngliche Größe von 18 Vereinen in der J1 League wiederherzustellen, steigen zum Ende der Saison vier Vereine aus der J1 League in die J2 League ab. - Damit die J2 League konstant bei 22 Teilnehmern bleibt, steigen ebenfalls vier Vereine in die J3 League ab. | 22         | 2            | 4           |
| 2022 | - Wiedereinführung der Aufstiegs-Playoffs für die Vereine auf den Tabellenplätzen drei bis sechs. - Zwei Vereine steigen in die J3 League ab. | 22         | 2,5          | 2           |
| 2023 | - Ab dieser Saison steigt der Sieger der Playoffs direkt auf, es findet kein Relegationsspiel mehr statt. | 22         | 3            | 2           |
| 2024 | - Da nur ein Verein aus der J1 League 2023 absteigt, sinkt die Ligastärke auf 20 Mannschaften. - Drei Vereine steigen in die J3 League ab. | 20         | 3            | 3           |

## Stellung in der japanischen Fußballpyramide
| Stufe(n) | Liga/Division                                                |
| -------- | ------------------------------------------------------------ |
| I        | J1 League 20 Vereine                                         |
| II       | J2 League 20 Vereine                                         |
| III      | J3 League 20 Vereine                                         |
| IV       | Japan Football League 16 Vereine                             |
| V/VI     | 9 Regionalligen 134 Vereine                                  |
| VII+     | 46 Präfekturligen & 4 Block Ligen auf Hokkaidō viele Vereine |

Mit ihrer Gründung führte die Division 2 für die Profiligen ein Auf- und Abstiegssystem, ähnlich europäischer Profiligen, ein. Zwischen 2004 und 2008 wurden Relegationsspiele, bestritten durch den Drittplatzierten der J2 und dem Sechzehnten der J1, ausgetragen. Seit 2009 bestehen drei direkte Aufstiegsplätze in die Division 1. Auch wenn die Vereine für den Aufstieg die Voraussetzungen der J1 erfüllen sollen, wurde bis jetzt noch keinem Verein der Aufstieg verweigert.
Ein Aufstieg aus einer unterklassigen Liga in die J2 League ist seit 2007 möglich, ein Abstieg in eine unterklassige Liga seit 2012. Bis 2012 war diese Liga die Japan Football League, wobei Vereine aus der JFL nur dann aufsteigen durften, wenn sie Mitglieder der J. League und unter den Top4 einer Saison waren. Seit 2013 tritt die neue J3 League (Erstaustragung 2014) an die Stelle der JFL. Normalerweise steigen hierbei die drei Letztplatzierten direkt in die J3 League ab. Der Abstieg wird allerdings entsprechend verringert, falls eine oder mehrere der sportlich qualifizierten J3-Mannschaften keine Zweitligalizenz besitzen.

## Saison 2023

### Ligaformat (seit 2024)
Die 20 Vereine der J2 League spielen in einem Hin- und Rückspiel gegeneinander, womit jede Mannschaft 38 Spiele zu bestreiten hat. Für einen Sieg erhält die Mannschaft drei Punkte, für ein Unentschieden einen und keinen für eine Niederlage. Die Tabelle wird nach den folgenden Kriterien erstellt:
1. Anzahl der erzielten Punkte
2. Tordifferenz
3. Erzielte Tore
4. Direkter Vergleich
5. Fairplay-Wertung
6. Los

Die zwei bestplatzierten Vereine und der Sieger des Playoff-Turniers zwischen den Plätzen 3 bis 6 steigen direkt auf.
Der drei letztplatzierten Vereine steigen direkt in die J3 League ab. Sollten die sportlich qualifizierten J3-Mannschaften nicht über eine Zweitligalizenz verfügen, wird der Abstieg entsprechend verringert.
Preisgelder
- 1. Platz: 20.000.000 Yen
- 2. Platz: 10.000.000 Yen
- 3. Platz: 5.000.000 Yen

### Teilnehmer (2024)
| Logo | Verein              | Beitrittsjahr | Beheimatet in              | Zuletzt im Oberhaus |
| ---- | ------------------- | ------------- | -------------------------- | ------------------- |
|      | Vegalta Sendai      | 1999 (J2)     | Sendai, Miyagi             | 2021                |
|      | Blaublitz Akita     | 2014 (J3)     | Akita, Akita               | -                   |
|      | Montedio Yamagata   | 1999          | Tendō, Yamagata            | 2015                |
|      | Iwaki FC            | 2022 (J3)     | Iwaki, Fukushima           | -                   |
|      | Mito Hollyhock      | 2000          | Mito, Ibaraki              | -                   |
|      | Tochigi SC          | 2009          | Utsunomiya, Tochigi        | -                   |
|      | Thespakusatsu Gunma | 2005          | Städteverbund in Gunma     | -                   |
|      | JEF United Chiba    | 1993 (J1)     | Chiba & Ichihara, Chiba    | 1965–2009           |
|      | Yokohama FC         | 2001 (J2)     | Yokohama, Kanagawa         | 2023                |
|      | Ventforet Kofu      | 1999          | Kōfu, Yamanashi            | 2017                |
|      | Shimizu S-Pulse (*) | 1993 (J1)     | Shizuoka, Shizuoka         | 2022                |
|      | Fujieda MYFC        | 2014 (J3)     | Fujieda, Shizuoka          | -                   |
|      | Fagiano Okayama     | 2009          | Städteverbund in Okayama   | -                   |
|      | Renofa Yamaguchi FC | 2015          | Yamaguchi, Yamaguchi       | -                   |
|      | Tokushima Vortis    | 2005          | Städteverbund in Tokushima | 2021                |
|      | Ehime FC            | 2006 (J2)     | Matsuyama, Ehime           | -                   |
|      | V-Varen Nagasaki    | 2013          | Städteverbund in Nagasaki  | 2018                |
|      | Roasso Kumamoto     | 2008 (J2)     | Kumamoto, Kumamoto         | -                   |
|      | Ōita Trinita        | 1999 (J2)     | Ōita                       | 2021                |
|      | Kagoshima United FC | 2016 (J3)     | Kagoshima, Kagoshima       | -                   |

- Grau unterlegte Vereine zeigen zuletzt aus der J1 League abgestiegene Vereine an.
- Pink unterlegte Vereine zeigen zuletzt aus der J3 League aufgestiegene Vereine an.
- „Beitrittsjahr“ ist das Jahr, in dem der Verein der J League beigetreten ist (Division 2 bzw. J2 League, sofern nicht anders angegeben).
- „Zuletzt im Oberhaus“ kann auch die alte Japan Soccer League First Division meinen.

## Zusammenfassung der Auf- und Abstiege

### Aufstieg in die J1 League
Anfangs wurde nur den ersten beiden Mannschaften der Aufstieg in die J1 League ermöglicht. Zwischen 2004 und 2008 spielte der Drittplatzierte gegen den Tabellensechzehnten der J1 League eine Relegation. Von 2009 bis 2011 wurde auf diese verzichtet und die Plätze 1–3 steigen automatisch auf. Seit der Saison 2012 werden die Aufstiegs-Playoffs unter den Vereinen auf den Plätzen 3 bis 6 ausgetragen, dessen Gewinner bis zur Saison 2017 automatisch aufstieg. Seit der Saison 2018 muss der Sieger noch ein Relegationsspiel gegen den 16. der J1 League bestreiten. Nachdem in der Saison 2020 und 2021 aufgrund der Covid-19-Pandemie keine Aufstiegs-Playoffs stattfanden, kehrte man ab der Saison 2022 wieder zum Playoff-Modus zurück. Seit der Saison 2023 steigt der Sieger der Playoffs direkt auf, ein Relegationsspiel gegen einen Vertreter der J1 League findet nicht mehr statt.
| Saison | Meister             | Vizemeister         | 3. Platz           | 4. Platz                                             |
| ------ | ------------------- | ------------------- | ------------------ | ---------------------------------------------------- |
| 1999   | Kawasaki Frontale   | FC Tokyo            | Ōita Trinita       | Albirex Niigata                                      |
| 2000   | Consadole Sapporo   | Urawa Red Diamonds  | Ōita Trinita       | RB Ōmiya Ardija                                      |
| 2001   | Kyoto Purple Sanga  | Vegalta Sendai      | Montedio Yamagata  | Albirex Niigata                                      |
| 2002   | Ōita Trinita        | Cerezo Osaka        | Albirex Niigata    | Kawasaki Frontale                                    |
| 2003   | Albirex Niigata     | Sanfrecce Hiroshima | Kawasaki Frontale  | Avispa Fukuoka                                       |
| 2004   | Kawasaki Frontale   | RB Ōmiya Ardija     | Avispa Fukuoka †   | Montedio Yamagata                                    |
| 2005   | Kyoto Purple Sanga  | Avispa Fukuoka      | Ventforet Kofu ‡   | Vegalta Sendai                                       |
| 2006   | Yokohama FC         | Kashiwa Reysol      | Vegalta Sendai ‡   | Sagan Tosu                                           |
| 2007   | Consadole Sapporo   | Tokyo Verdy         | Kyōto Sanga ‡      | Vegalta Sendai                                       |
| 2008   | Sanfrecce Hiroshima | Montedio Yamagata   | Vegalta Sendai †   | Cerezo Osaka                                         |
| 2009   | Vegalta Sendai      | Cerezo Osaka        | Shonan Bellmare    | Ventforet Kofu                                       |
| 2010   | Kashiwa Reysol      | Ventforet Kofu      | Avispa Fukuoka     | JEF United Chiba                                     |
| 2011   | FC Tokyo            | Sagan Tosu          | Consadole Sapporo  | Tokushima Vortis                                     |
| Saison | Meister             | Vizemeister         | Playoff-Sieger     | Weitere Playoff-Teilnehmer                           |
| 2012   | Ventforet Kofu      | Shonan Bellmare     | Ōita Trinita       | Kyōto Sanga, Yokohama FC, JEF United Chiba           |
| 2013   | Gamba Osaka         | Vissel Kobe         | Tokushima Vortis   | Kyōto Sanga, JEF United Chiba, V-Varen Nagasaki      |
| 2014   | Shonan Bellmare     | Matsumoto Yamaga    | Montedio Yamagata  | JEF United Chiba, Júbilo Iwata                       |
| 2015   | RB Ōmiya Ardija     | Júbilo Iwata        | Avispa Fukuoka     | Cerezo Osaka, Ehime FC, V-Varen Nagasaki             |
| 2016   | Consadole Sapporo   | Shimizu S-Pulse     | Cerezo Osaka       | Matsumoto Yamaga, Kyōto Sanga, Fagiano Okayama       |
| 2017   | Shonan Bellmare     | V-Varen Nagasaki    | Nagoya Grampus     | Avispa Fukuoka, Tokyo Verdy, JEF United Chiba        |
| 2018   | Matsumoto Yamaga    | Ōita Trinita        | Tokyo Verdy †      | Yokohama FC, RB Ōmiya Ardija                         |
| 2019   | Kashiwa Reysol      | Yokohama FC         | Tokushima Vortis † | RB Ōmiya Ardija, Ventforet Kofu, Montedio Yamagata   |
| 2020   | Tokushima Vortis    | Avispa Fukuoka      | —                  | —                                                    |
| 2021   | Júbilo Iwata        | Kyōto Sanga         | —                  | —                                                    |
| 2022   | Albirex Niigata     | Yokohama FC         | Roasso Kumamoto †  | Fagiano Okayama, Ōita Trinita, Montedio Yamagata     |
| 2023   | Machida Zelvia      | Júbilo Iwata        | Tokyo Verdy        | Shimizu S-Pulse, Montedio Yamagata, JEF United Chiba |
| 2024   | Shimizu S-Pulse     | Yokohama FC         | Fagiano Okayama    | V-Varen Nagasaki, Montedio Yamagata, Vegalta Sendai  |

* Fett geschriebene Vereine sind aufgestiegen; Mit † markierte Vereine verloren die Relegation; Mit ‡ markierte Vereine gewannen die Relegation und sind aufgestiegen.
Erfolgreichste Vereine
| Verein              | Meister | Vize | Jahre der J2-Meisterschaften | Jahre der J2-Vize-Meisterschaften |
| ------------------- | ------- | ---- | ---------------------------- | --------------------------------- |
| Consadole Sapporo   | 3       | 0    | 2000, 2007, 2016             |                                   |
| Kyōto Sanga         | 2       | 1    | 2001, 2005                   | 2021                              |
| Kashiwa Reysol      | 2       | 1    | 2010, 2019                   | 2006                              |
| Shonan Bellmare     | 2       | 1    | 2014, 2017                   | 2012                              |
| Kawasaki Frontale   | 2       | 0    | 1999, 2004                   |                                   |
| Albirex Niigata     | 2       | 0    | 2003, 2022                   |                                   |
| Yokohama FC         | 1       | 3    | 2006                         | 2019, 2022, 2024                  |
| Júbilo Iwata        | 1       | 2    | 2021                         | 2015, 2023                        |
| Ōita Trinita        | 1       | 1    | 2002                         | 2018                              |
| Sanfrecce Hiroshima | 1       | 1    | 2008                         | 2003                              |
| Vegalta Sendai      | 1       | 1    | 2009                         | 2001                              |
| FC Tokyo            | 1       | 1    | 2011                         | 1999                              |
| Ventforet Kofu      | 1       | 1    | 2012                         | 2010                              |
| RB Ōmiya Ardija     | 1       | 1    | 2015                         | 2004                              |
| Matsumoto Yamaga    | 1       | 1    | 2018                         | 2014                              |
| Shimizu S-Pulse     | 1       | 1    | 2024                         | 2016                              |
| Gamba Osaka         | 1       | 0    | 2013                         |                                   |
| Tokushima Vortis    | 1       | 0    | 2020                         |                                   |
| FC Machida Zelvia   | 1       | 0    | 2023                         |                                   |
| Cerezo Osaka        | 0       | 2    |                              | 2002, 2009                        |
| Avispa Fukuoka      | 0       | 2    |                              | 2005, 2020                        |
| Urawa Red Diamonds  | 0       | 1    |                              | 2000                              |
| Tokyo Verdy         | 0       | 1    |                              | 2007                              |
| Montedio Yamagata   | 0       | 1    |                              | 2008                              |
| Sagan Tosu          | 0       | 1    |                              | 2011                              |
| Vissel Kobe         | 0       | 1    |                              | 2013                              |
| V-Varen Nagasaki    | 0       | 1    |                              | 2017                              |

### Abstieg aus der J2 League
Bei der Einführung der Division 2 wurde von der Liga zunächst auf einen Austauschmechanismus mit der ehemals drittklassigen Japan Football League verzichtet. Mit der Zeit wuchs die Spielklasse jedoch auf ihre Sollstärke von 22 Mannschaften an, so dass es 2012 erstmals möglich war, ein Team in die JFL absteigen zu lassen. Schließlich traf es Machida Zelvia, welche damit die einzige Mannschaft sind, die aus der J2 in die halbprofessionelle JFL abstieg. Bereits ein Jahr später wurde die dritte Profiliga J3 League gegründet, sodass man nun einen dauerhaften Austausch zwischen den Ligen etablieren konnte.
In der Saison 2020 gibt es aufgrund der Corona-Pandemie einmalig keine Absteiger, dafür steigen durch den vermehrten Abstieg aus der J1 League am Ende der Saison 2021 einmalig vier Vereine in die J3 League ab.
Aktuell steigen wieder die beiden letztplatzierten Mannschaften in die J3 League ab und werden durch den Meister und den Vizemeister der J3 League ersetzt. Falls eine oder beide der sportlich qualifizierten Aufsteiger keine Zweitligalizenz besitzen sollten, reduziert sich die Zahl der Absteiger entsprechend.
Seit der Saison 2024 verringert sich die Ligastärke auf 20 Mannschaften, gleichzeitig steigen dann die drei am schlechtesten platzierten Vereine in die J3 League ab.
| Saison | 18. Platz           | 19. Platz           | 20. Platz           | 21. Platz           | 22. Platz            |
| ------ | ------------------- | ------------------- | ------------------- | ------------------- | -------------------- |
| 2012   | Avispa Fukuoka      | Kataller Toyama     | Gainare Tottori     | FC Gifu             | Machida Zelvia       |
| 2013   | Kataller Toyama     | Roasso Kumamoto     | Thespakusatsu Gunma | FC Gifu             | Gainare Tottori‡     |
| 2014   | Thespakusatsu Gunma | Ehime FC            | Tokyo Verdy         | Kamatamare Sanuki†  | Kataller Toyama      |
| 2015   | Thespakusatsu Gunma | Mito HollyHock      | FC Gifu             | Ōita Trinita‡       | Tochigi SC           |
| 2016   | Tokyo Verdy         | Kamatamare Sanuki   | FC Gifu             | Zweigen Kanazawa†   | Giravanz Kitakyūshū  |
| 2017   | FC Gifu             | Kamatamare Sanuki   | Renofa Yamaguchi FC | Roasso Kumamoto     | Thespakusatsu Gunma  |
| 2018   | Ehime FC            | Kyoto Sanga         | FC Gifu             | Roasso Kumamoto     | Kamatamare Sanuki    |
| 2019   | Machida Zelvia      | Ehime FC            | Tochigi SC          | Kagoshima United FC | FC Gifu              |
| 2020   | Zweigen Kanazawa    | Machida Zelvia      | Thespakusatsu Gunma | Ehime FC            | Renofa Yamaguchi FC  |
| 2021   | Thespakusatsu Gunma | SC Sagamihara       | Ehime FC            | Giravanz Kitakyūshū | Matsumoto Yamaga     |
| 2022   | Ventforet Kofu      | Omiya Ardija        | Thespakusatsu Gunma | FC Ryūkyū           | Iwate Grulla Morioka |
| 2023   | Iwaki FC            | Tochigi SC          | Renofa Yamaguchi FC | RB Ōmiya Ardija     | Zweigen Kanazawa     |
| 2024   | Tochigi SC          | Kagoshima United FC | Thespakusatsu Gunma |                     |                      |

* Abgestiegene Vereine sind fett dargestellt;
†Sieger der Relegation gegen J3- oder JFL-Mannschaft;
‡ Verlierer der Relegation gegen J3- oder JFL-Mannschaft und somit Absteiger

## Torschützenkönige
| Saison | Spieler        | Mannschaft                 | Tore |
| ------ | -------------- | -------------------------- | ---- |
| 1999   | Takuya Jinno   | Ōita Trinita               | 19   |
| 2000   | Emerson Sheik  | Hokkaido Consadole Sapporo | 31   |
| 2001   | Marcos         | Vegalta Sendai             | 34   |
| 2002   | Marcus         | Albirex Niigata            | 19   |
| 2003   | Marcus         | Albirex Niigata            | 32   |
| 2004   | Juninho        | Kawasaki Frontale          | 37   |
| 2005   | Paulinho       | Kyoto Purple Sanga         | 22   |
| 2006   | Borges         | Vegalta Sendai             | 26   |
| 2007   | Hulk           | Tokyo Verdy                | 37   |
| 2008   | Hisato Satō    | Sanfrecce Hiroshima        | 28   |
| 2009   | Shinji Kagawa  | Cerezo Osaka               | 27   |
| 2010   | Mike Havenaar  | Ventforet Kofu             | 20   |
| 2011   | Yōhei Toyoda   | Sagan Tosu                 | 23   |
| 2012   | Davi           | Ventforet Kofu             | 32   |
| 2013   | Kempes         | JEF United Chiba           | 22   |
| 2014   | Masashi Ōguro  | Kyōto Sanga                | 26   |
| 2015   | Jay Bothroyd   | Júbilo Iwata               | 20   |
| 2016   | Jong Tae-se    | Shimizu S-Pulse            | 26   |
| 2017   | Ibba Laajab    | Yokohama FC                | 21   |
| 2018   | Genki Ōmae     | RB Ōmiya Ardija            | 24   |
| 2019   | Leonardo       | Albirex Niigata            | 29   |
| 2020   | Peter Utaka    | Kyōto Sanga                | 22   |
| 2021   | Lukian         | Júbilo Iwata               | 22   |
| 2022   | Kōki Ogawa     | Yokohama FC                | 26   |
| 2023   | Juanma Delgado | V-Varen Nagasaki           | 26   |
| 2024   | Hiiro Komori   | JEF United Chiba           | 23   |

## Weitere Wettbewerbe
Emperor’s Cup (1921-)

Xerox Super Cup (1994-)